# Barkstövlus
Barkstövlus (Cerobasis guestfalica) är en insektsart som först beskrevs av Hermann Julius Kolbe 1880.  Barkstövlus ingår i släktet Cerobasis och familjen stumpvingestövlöss. Arten är reproducerande i Sverige. Inga underarter finns listade i Catalogue of Life.

## Bildgalleri

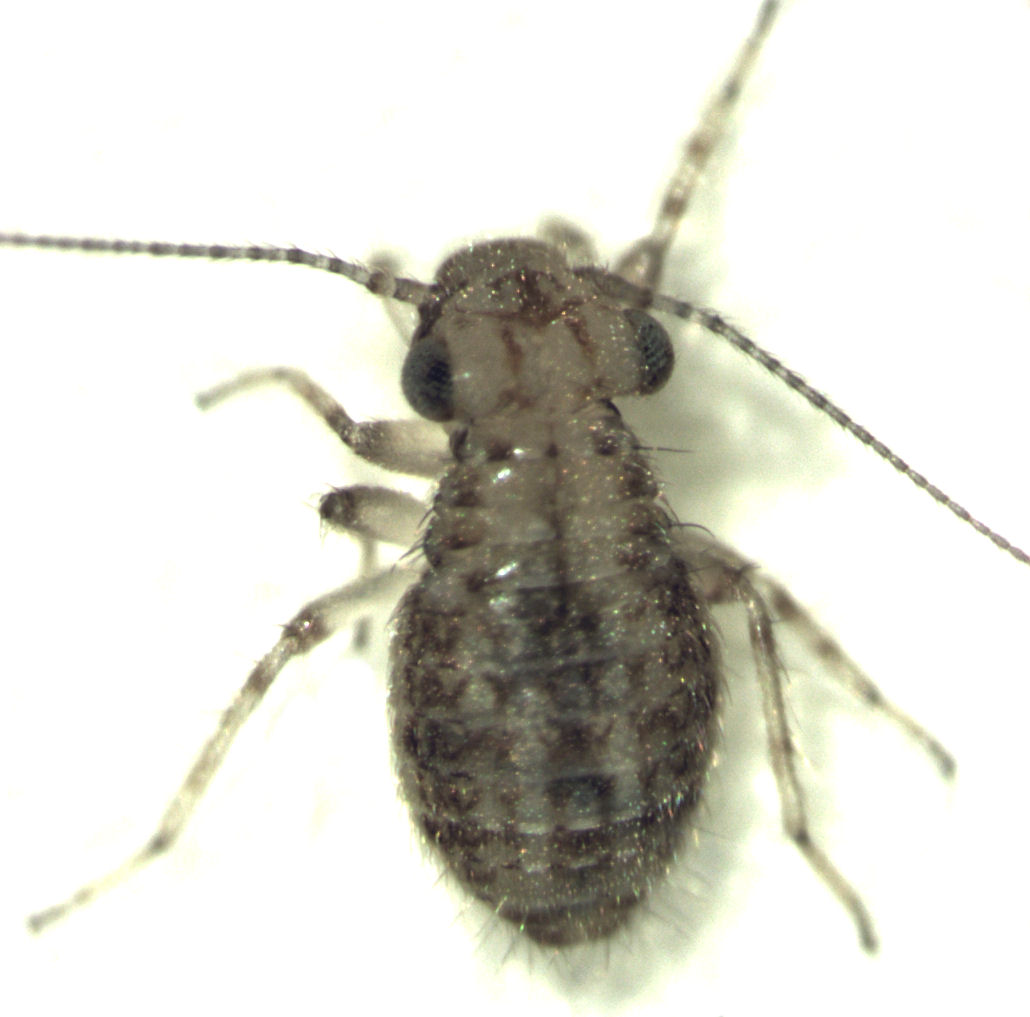
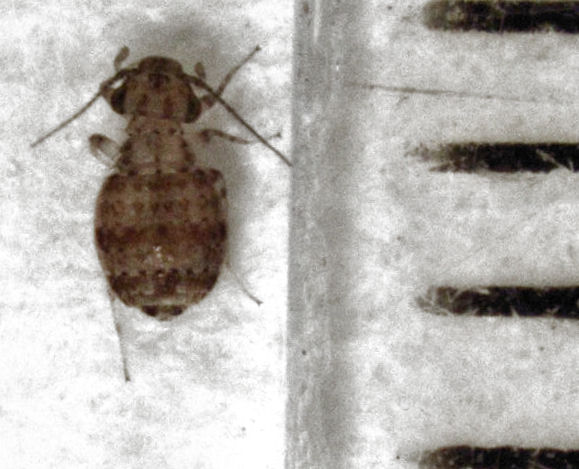
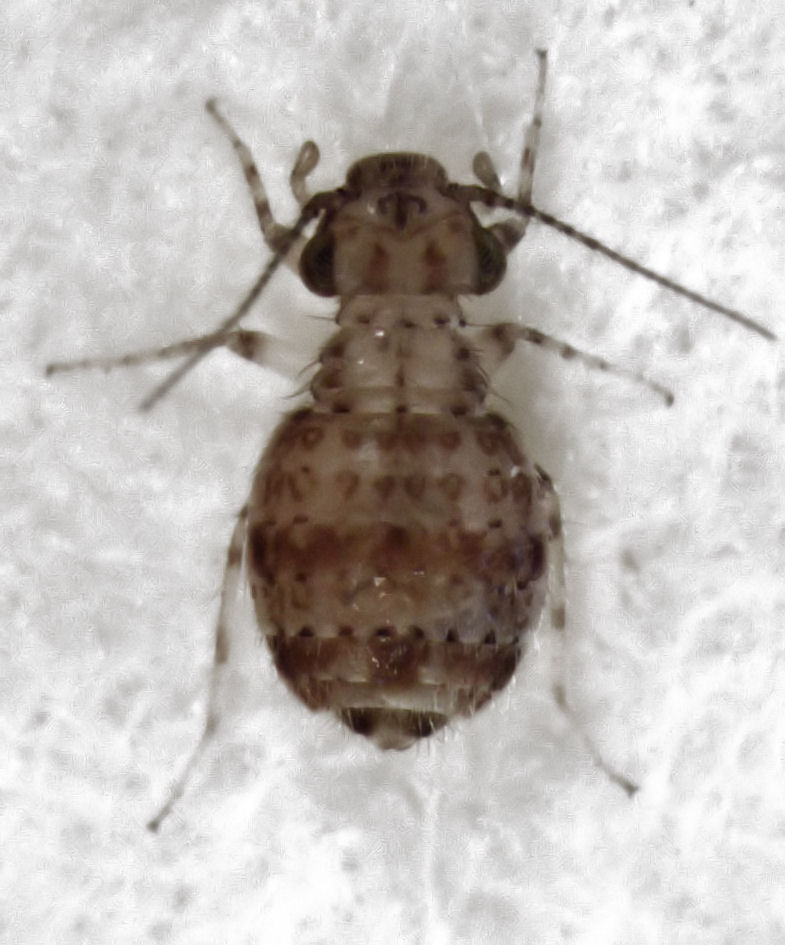
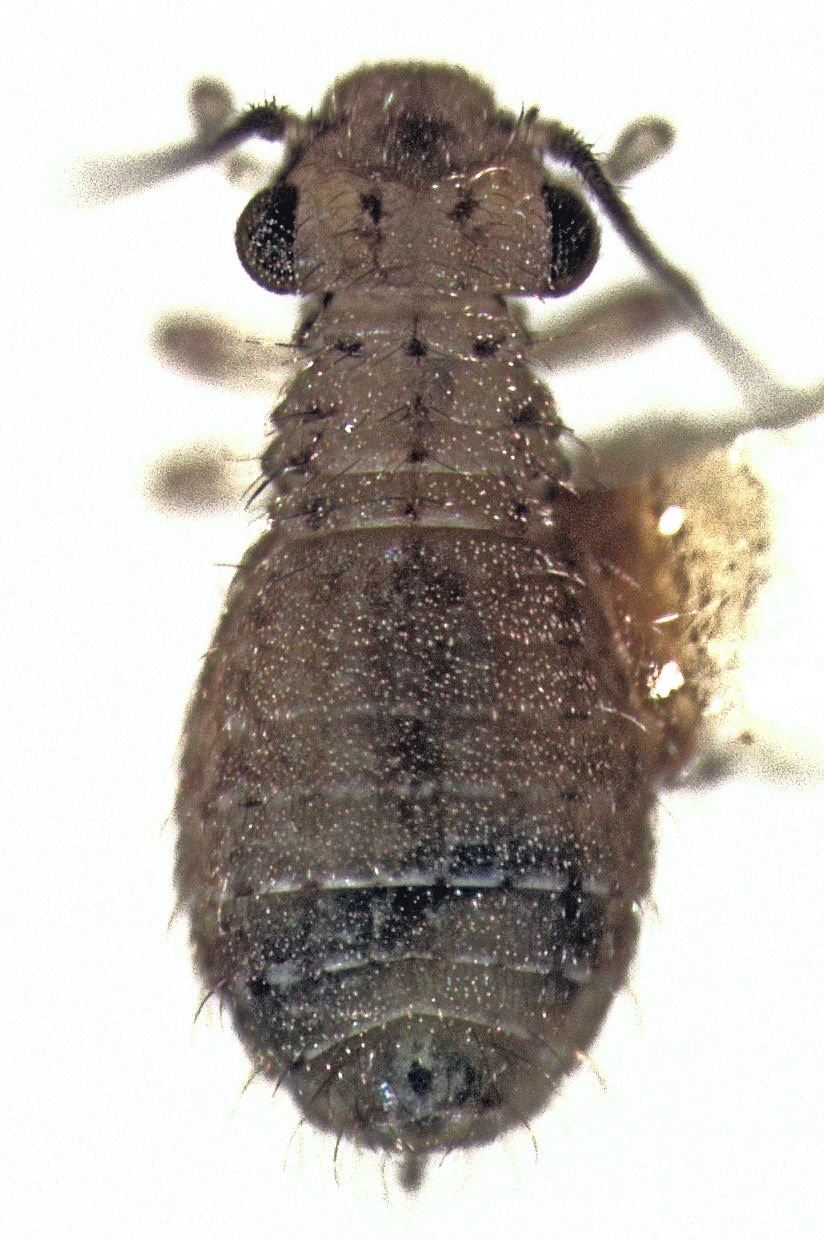